# Poinson-lès-Grancey
Poinson-lès-Grancey är en kommun i departementet Haute-Marne i regionen Grand Est (tidigare regionen Champagne-Ardenne) i nordöstra Frankrike. Kommunen ligger i kantonen Auberive som tillhör arrondissementet Langres. År 2022 hade Poinson-lès-Grancey 58 invånare.

## Befolkningsutveckling
Antalet invånare i kommunen Poinson-lès-Grancey
| Referens: INSEE |